# Мамут Чурлу
Маму́т Юсу́фович Чурлу́ (1 березня 1946, Фергана, СРСР — 17 лютого 2025) — кримськотатарський художник, майстер декоративно-прикладного мистецтва (килимове ткацтво, кераміка), дизайнер, мистецтвознавець, етнограф, педагог. Заслужений художник України (2010). Член Національної спілки художників України (1989), Національної спілки майстрів народного мистецтва України (2004). Один із засновників Кримськотатарської національної галереї (тепер Кримськотатарський музей культурно-історичної спадщини) (1992) та Асоціації кримськотатарських художників (1992). Дослідник кримськотатарської народної творчості, зокрема національного орнаменту Орнек. Ініціатор творчого об'єднання «Чатир-Даг». Лауреат премії імені Ісмаїла Ґаспринського (1999).

## Біографія
Народився 1 березня 1946 року у м. Фергана (Узбекистан) в родині депортованих кримських татар.
У 1970 році закінчив Новосибірську державну консерваторію за спеціальністю «музикознавець». Здобув фахову освіту в Ферганському училищі мистецтв за спеціальністю «художнє оформлення» (1980).
Навчався у художників-монументалістів Василя Крилова та Юрія Абоїмова (1976—1980).
Викладав теоретичні предмети в Ферганському музичному училищі. Був першим викладачем у дитячій художній школі м. Фергана.
Із 1980 р. був учасником республіканських, всесоюзних, всеукраїнських, міжнародних та зарубіжних виставок.
У 1989 році Мамут Чурлу переїхав до Криму, мешкав у с. Перевальне (Сімферопольський район).
Активно займався відродженням мистецтва і традицій кримськотатарського килимарства та кримськотатарського стилю керамічних виробів. Створив творче об′єднання національних художників «Чатир-Даг», виховав плеяду молодих митців.
Реалізував програму відродження ткацтва кримськотатарських килимів, навчав своїх учнів орнаменту, кольорознавству, фарбуванню рослинними барвниками, проводив численні навчальні семінари.
2005 року в Криму організував науково-практичний семінар з вивчення орнаментики кримськотатарської вишивки.
Кримськотатарський народний орнамент Орнек, який після репатріації народу в Крим відтворив та розшифрував Мамут Чурлу, внесено ЮНЕСКО до Репрезентативного списку нематеріальної культурної спадщини людства (2021).
У 2021 році в Національному музеї декоративного мистецтва України в Києві проходила виставка «Символ. Традиція. Печворк», що відбувалася в рамках проєкту «Клаптикове шиття України», реалізованого під керівництвом Мамута Чурлу.
Автор мистецтвознавчих досліджень, присвячених різним видам кримськотатарських народних ремесел.
21 січня 2025 р. у ДТП, що сталася в селищі Перевальне неподалік Сімферополя, Мамут Чурлу отримав тяжкі травми. Помер видатний кримськотатарський митець 17 лютого 2025 р.

## Увічнення пам′яті
- 27 лютого 2025 р. в Національному музеї історії України була організована мінівиставка, присвячена Дню кримського спротиву російській окупації, експозиція якої була присвячена відомим діячам кримськотатарського руху: політичному діячеві Мустафі Джемілєву та художнику Мамуту Чурлу[5].
- 15 травня 2025 р. у Меморіальному будинку Михайла Старицького відкрита виставка «Навчитель», присвячена пам'яті видатного кримськотатарського художника, етнографа, мистецтвознавця й педагога Мамута Юсуфовича Чурлу[6].

### Персональні виставки:
- 1988 р. — м. Ташкент, «Російський театр» (Спільно зі скульптором Даміром Рузибаєвим)
- 1989 р. — м. Феодосія, «Галерея Айвазовського»
- 1992 р. — м. Москва, «Галерея Енсі»
- 1993 р. — м. Санкт-Петербург, «Галерея 10-10»
- 1994 р. — м. Дуйсбург, Галерея «Кубус Кунстхалле»
- 1994 р. — м. Хайдельберг, «Галерея Мельникова»
- 1994 р. — м. Кельн, «Атібу»
- 1997 р. — м. Київ, Галерея «Триптих»
- 1999 р. — м. Хайдельберг, «Галерея Мельников»
- 2001 р. — м. Київ, галерея «Дім Миколи»
- 2011 р. — м. Сімферополь, «Будинок художників»
- 2012 р. — м. Ташкент, виставкова зала Академії мистецтв Узбекистану, в рамках «Дні образотворчого мистецтва»
- 1980 р. — м. Ташкент, Всесоюзна молодіжна виставка. Будинок художників
- 1988 р. — м. Москва, «Невідома живопис Узбекистану», Центральний будинок художника
- 1991 р. — м. Санкт-Петербург, виставка «ТАТ-АРТ», Музей етнографії народів СРСР
- 1992 р. — м. Сіетл, «Європа — Америка 500».
- 1993 р. — м. Москва, Центральний будинок художника. Виставка галереї «Атріум»
- 1994 р. — м. Оклахома, «Роботи на папері. Твори з колекції Колодзєй.». Міський центр мистецтв
- 2016 р. — м. Сімферополь, Кримськотатарський музей культурно-історичної спадщини[7].
- 2021 р. — м. Алупка[8][9].

## Вибрані твори живопису
- «Вуличка у Бахчисараї» (1989);
- «Останній мінарет» (1989);
- «Повернення. Мар'їно» (1990);
- «Лаки» (1991);
- «Депортація» (1994);
- «Адалар» (2005);
- Триптих «Доля» (2010);
- «1944. Порятуй і збережи» (2011);
- «Бійка» (2013);
- «Фортеця Аюдаг» (2016).

## Нагороди
- 1999 р. — За внесок в розвиток кримськотатарської культури нагороджений Асоціацією національних товариств Криму премією імені Ісмаїла Ґаспринського.
- 2004 р. — Нагороджений дипломами першого всеукраїнського трієнале текстилю в двох номінаціях: за вишуканість художнього мови, за талановите переосмислення національних традицій.
- 2010 р. — Отримав звання «Заслужений художник України»
- 2014 р. — Лауреат першої премії Четвертого всеукраїнського трієнале текстилю.

## Публікації
- Кримськотатарський килим // Къасевет (Сімферополь). — 1996. — № 1.
- «Європейська традиція», газета Маалле № 4, м. Сімферополь
- Цілюща стихія. Джерела, колодязі і фонтани в Криму // Къасевет. — 1998. — № 1.
- Кримськотатарський килим / Мамут Чурлу // Народне мистецтво. — 2003. — № 3/4. — С. 50—54 : іл.
- Мова кримськотатарського декоративного мистецтва // Qasevet (Къасевет). — 2008. — № 33.
- Кримськотатарський килим журнал // Qasevet (Къасевет). — 2010. — № 36.